# Paratomapoderus togoensis
Paratomapoderus togoensis es una especie de coleóptero de la familia Attelabidae.

## Distribución geográfica
Habita en el Congo, Ruanda, Togo y República Democrática del Congo.